# Чан Чонг Ким
Чан Чонг Ким (вьет. Trần Trọng Kim) (1883 — 2 декабря 1953) — вьетнамский педагог и политик, премьер-министр существовавшей непродолжительное время в 1945 году так называемой Вьетнамской империи, провозглашённой японцами на территории Французского Индокитая, оккупированного ими в марте 1945 года во время Второй мировой войны.

## Биография
Родился в период начала французской колонизации Вьетнама. Работал сначала переводчиком, затем в 1908 году получил стипендию Колониальной школы (фр. l'École Coloniale), предоставившую ему возможность продолжить образование в Педагогической школе (фр. École Normale d’instituteurs) в Мелене. По возвращении в Индокитай первоначально преподавал в Аннаме, затем был инспектором Национального управления образования в Тонкине. Написал несколько работ по истории Вьетнама.
Во время Второй мировой войны принадлежал к вьетнамской национал-патриотической группировке, видевшей в Японии освободителя от колониального порабощения Азии европейцами. Вместе с другими патриотами был арестован французскими вишистскими властями осенью 1943 года. Японцы добились, чтобы его вместе с другими патриотами депортировали сначала в Сингапур, затем в Таиланд.
В марте 1945 года, после того как японцы свергли французскую колониальную власть в Индокитае и объединили все вьетнамские территории в единую марионеточную Вьетнамскую империю, он вернулся на родину. Японцы сначала предложили возглавить правительство новосозданного государства Нго Динь Зьему, но последний отказался, поэтому их выбор пал на Чан Чонг Кима. Последний сформировал правительство, в то время как формальным главой государства стал император Бао Дай. С самого начала правительство столкнулось с катастрофическим голодом на севере страны, с которым не имело средств бороться. С другой стороны, правительство смогло консолидировать национал-патриотов, провести административную и педагогическую реформу, реабилитировать борцов против колониализма, репрессированных французами, и массово внедрить латиницу в школьное образование.
8 августа, когда японцы в результате приближавшейся капитуляции начали покидать Вьетнам, Чан Чонг Ким и его правительство подали в отставку. Вскоре коммунисты захватили власть на севере страны. На юге бывший премьер сформировал Патриотический комитет, не имевший фактической власти. Через несколько недель император Бао Дай отрёкся от престола.
После падения своего правительства Чан Чонг Ким вернулся к преподавательской деятельности. В октябре 1953 года, за несколько месяцев до своей смерти, он стал председателем конгресса, на котором делегаты выступили с требованием полной независимости Южного Вьетнама от Франции.